# Aéroport domestique de Gurayat
L'aéroport domestique de Gurayat dessert la ville de Gurayat ou Al Qurayyat, dans le nord de l'Arabie saoudite, près de la frontière jordanienne.

## Situation
| Neom Dammam Djeddah Riyadh Médine Al-Hofuf Yanbu Buraidah Abha Al Bahah Haïl Tabuk Ta'if Al-Jawf Al Wajh Arar Bisha Dawadmi Gurayat Najran Qaisumah Rafha Sharurah Al-`Ula Turaif Wadi al-Dawasir |

## Compagnies et destinations
| Compagnies     | Destinations                              |
| -------------- | ----------------------------------------- |
| Flynas         | Riyad-roi Khaled                          |
| Nesma Airlines | Haïl                                      |
| Saudia         | Djeddah - Roi-Abdelaziz, Riyad-roi Khaled |

Édité le 19/06/2020

## Statistiques
Pour des raisons techniques, il est temporairement impossible d'afficher le graphique qui aurait dû être présenté ici.

Voir la requête brute et les sources sur Wikidata.